# شبح‌بانو
شبح‌بانو (اسپانیایی: La Dama duende‎) یک فیلم درام آرژانتینی است که در سال ۱۹۴۵ منتشر شد.
این فیلم بر پایهٔ نمایشنامهٔ «شبح‌بانو» اثر پدرو کالدرون ساخته شد. در یک نظرسنجی که در سال ۱۹۷۷ توسط «موزه سینمای پابلو دوکرُس هیکن» برگزار شد، این فیلم به‌عنوان هشتمین بهترین فیلم تاریخ سینمای آرژانتین انتخاب شد.

## بازیگران
- دلیا گارسس
- آلبرتو د مندوسا
- انریکه دیوسدادو
- فرانسیسکو لوپز سیلبا
- النا کورتسینا